# Каррисо, Максимо
Ма́ксимо Аугу́сто Карри́со Бальесте́рос (исп. Máximo Augusto Carrizo Ballesteros; родился 28 февраля 2008, Нью-Йорк, США) — американский футболист, полузащитник клуба «Нью-Йорк Сити».

## Клубная карьера
Воспитанник «Уэстчестера», в 2018 году Каррисо присоединился к академии «Нью-Йорк Сити». В свой 14-й день рождения, 28 февраля 2022 года, подписал свой первый профессиональный контракт с клубом, став самым молодым игроком в истории MLS. 22 марта 2025 года дебютировал за основную команду «Нью-Йорк Сити», выйдя на замену в матче MLS против «Коламбус Крю».

## Карьера в сборной
Выступал за сборные США до 16 и до 17 лет, а также за сборную Аргентины до 15 лет.